# Human Rights Campaign

De Human Rights Campaign (HRC) is de grootste lgbt-belangenvereniging en politiek actiecomité in de Verenigde Staten met meer dan 725.000 leden en aanhang, hoewel dit aantal wordt betwist. De missie van het HRC is: 
HRC stelt zich een Amerika voor waar de gelijkheid van homoseksuele, lesbische, biseksuele en transgenderisten gewaarborgd wordt, waarbij zij omarmd worden als volwaardige leden van de Amerikaanse familie, thuis, op het werk en in elke gemeenschap.— hrc.org

## Programma
De Human Rights Campaign is een zichtbare eenheid in de Amerikaanse politiek. De organisatie lobbyt in het Congres voor de steun van lgbt-positieve wetsvoorstellen, werkt aan een lgbt-vriendelijk Congres door het financieel steunen van politici die de lgbt-gemeenschap steunen, organiseert grassroots-acties onder haar leden, en moedigt haar leden aan om van hun stemrecht gebruik te maken in elke verkiezing.
De organisatie ondersteunt Democratische kandidaten in verkiezingen, hoewel ze soms ook gematigde Republikeinen steunt.